# Giacomo Contri
Giacomo Contri (Ivrea, 4 novembre 1941 – Milano, 21 gennaio 2022) è stato un medico e psicoanalista italiano nonché fondatore e presidente della Società Amici del Pensiero Sigmund Freud.

## Biografia

### Gli inizi: 1968-1969
Giacomo B. Contri è approdato alla redazione de Il pensiero di natura. Dalla psicoanalisi al pensiero giuridico (Sic Edizioni 1994, 1998, 2006) – con i suoi seguiti – a partire dall'analisi con Jacques Lacan (1968), dalla partecipazione alla sua École Freudienne de Paris (poi École de la Cause Freudienne, e dalla successiva Tesi di Dottorato (Dottorato non concluso) all'École Pratique des Hautes Études (1969): Loi symbolyque/Loi positive. In essa ha avuto come Directeurs d'ètudes successivamente Roger Bastide, Roland Barthes, Robert Lefort. Il suo lavoro negli anni è il continuo sviluppo di quella Tesi.

La sua introduzione a Freud era iniziata con la scoperta della Standard Edition of the Complete Psychological Works of Sigmund Freud (non esisteva ancora l'Edizione Opere di Sigmund Freud di Bollati Boringhieri) nel corso della Facoltà di Medicina dell'Università degli Studi di Milano, presso la quale si è laureato (1967) con Marcello Cesa-Bianchi presso l'Istituto di Psicologia Medica discutendo una Tesi di laurea su L'autorità, densa di letteratura psicoanalitica.

Il titolo della Tesi di dottorato corrispondeva all'intuizione che per capire il «Simbolico» lacaniano bisognasse scoprirlo al di là dello stesso J. Lacan. In breve, questi assumeva lo stesso «Simbolismo» di C.G. Jung, il quale con questa parola occupava appropriatamente un vuoto lasciato da Freud: quello di una dimensione collettiva (lacanianamente: dir-mensione), superiore o superna, non ancora sufficientemente designata dal «Super-io» freudiano. J. Lacan si è però differenziato da C.G. Jung: 1° per non averne ricavato la distinzione di un «inconscio collettivo» (l'inconscio resta individuale); 2° per averlo vincolato a una realtà materiale quale è il linguaggio (ma J. Lacan non ha mai detto che il Simbolico è il linguaggio); 3° per avere vincolato l'intera sua Opera come «commento» dell'Opera di Freud, mentre C.G. Jung si è staccato recisamente da Freud.

A G. B. Contri è occorso tempo per riconoscere il Simbolico come il Cielo infernale delle Teorie presupposte che asservono il pensiero. È lo stesso Cielo che Platone chiamava «mondo delle Idee» (Bene, Vero, Bello), accresciuto da J. Lacan con l'Idea «La Donna» e «La Madre». G. B. Contri ha esteso questo Cielo infernale con «L'Amore» presupposto e con proposizioni come «La Madre ama» o «Certe cose non si pensano neppure», fino a estenderlo a tutte le proposizioni linguistiche che stanno alla lingua come la zizzania al grano, o come il virus informatico al computer (per esempio il virus I love you: la materia è la medesima). Un tale «Cielo» o «Mondo», benché chiamato «Ordine simbolico» è dis-ordinato e disordinante, anarchico. Insomma nulla di misterioso né di spirituale: si tratta sempre di proposizioni. 

In seguito, G. B. Contri ha precisato l'iniziale intuizione di una distinzione tra Ordine simbolico e Ordine giuridico, fino a cogliere l'opposizione del primo al secondo, quest'ultimo chiamato Ordine giuridico del linguaggio (L'ordine giuridico del linguaggio. Il primo diritto con Freud o la vita psichica come vita giuridica, Sic Edizioni 2003), e fino a cogliere questo come un Diritto positivo, ossia posto dalla competenza individuale, e perfettamente distinto dal tradizionale «diritto naturale», circa il quale G. B. Contri ha assunto in toto la critica di H. Kelsen.

Una volta reso chiaro e distinto e certo il «Simbolico», G. B. Contri ha anche potuto dare integrità agli altri due incerti lacaniani, il pensiero e l'io come il suo titolare.

In termini di dottrina generale, la proposta di Contri è quella di abbandonare l'idea platonica del linguaggio come nomi di cose, a favore del linguaggio come nomi di atti, ossia come imputativo, con precedenza dell'imputazione premiale sull'imputazione penale.

### Dal 1974 al 1983
Dagli Écrits di J. Lacan (1974) a La tolleranza del dolore. Stato, Diritto, Psicoanalisi (1977)

Edita presso Einaudi gli Écrits di J. Lacan (1972, edizione parziale, e 1974, edizione integrale).

Dopo la scoperta dell'Opera di H. Kelsen pubblica il suo primo libro, La tolleranza del dolore. Stato, Diritto, Psicoanalisi (1977, 1983), primo frutto del percorso iniziato con Loi symbolyque/Loi positive.

G. B. Contri ha dichiarato di considerare La tolleranza del dolore come la sua introduzione al Diritto con l'aiuto principale di H. Kelsen, ma ancora contaminata dall'ideologia marxista che voleva il Diritto come sovrastruttura ideologica.

A questa prima opera segue il saggio Norma e pulsione (1982), prefazione a Giurisprudenza psicoanalitica di A.A. Ehrenzweig, in cui Contri pone in rilievo come la psicoanalisi sia comunemente interrogata da giuristi e filosofi del diritto quale scienza sociale, ma non intorno ai concetti fondamentali del diritto stesso: «La critica della religione è per l'essenziale finita: la critica del diritto no».

La Scuola Freudiana (1972-1981) 

È del 1972 la nascita della prima Associazione psicoanalitica da lui fondata, la Scuola Freudiana, in occasione del suo invito a J. Lacan a Milano per conto dell'Istituto di Psicologia Medica, allora diretto da Marcello Cesa-Bianchi.

Di questa prima sua epoca G. B. Contri ha lasciato documentazione nel libro bilingue Lacan in Italia/En Italie Lacan (Sic Edizioni 1978, ora in via di riedizione).

Già in questa prima fase gli ripugnava qualificarsi «lacaniano», come peraltro ripugnava allo stesso J. Lacan, per invece qualificarsi freudiano senza altre specificazioni.

G. B. Contri ha collaborato quale traduttore all'edizione Bollati Boringhieri delle Opere di Sigmund Freud. In quell'occasione ha segnalato senza commento il ruolo comico-fatidico della vocale «o» in quegli anni. Che egli traducesse dal tedesco (Psychoanalyse) o dal francese (psychanalyse, con la rara eccezione di psychoanalyse), ha sempre tradotto «psicoanalisi», semplicemente perché gli psicoanalisti italiani avevano sempre fatto così e non vedeva motivo di introdurre una discontinuità. Ma i lacaniani hanno sempre voluto «psicanalisi». In questo spirito egli ha documentabilmente collaborato con numerosi psicoanalisti della Società Psicoanalitica Italiana (SPI): Cesare Musatti, Franco Fornari, Elvio Fachinelli e Altri, e ha partecipato a vari Congressi dell'International Psychoanalytical Association (IPA).

### Dal 1983 al 1994
Lavoro dell'inconscio e lavoro psicoanalitico (1985), l'Associazione Il Lavoro Psicoanalitico (1983-1994), La questione laica (1990)

Con Lavoro dell'inconscio e lavoro psicoanalitico (Sic Edizioni 1985) inizia quella distinzione – che trova i suoi precedenti già in Freud poi in J. Lacan, ma assente nella comunità psicoanalitica – che più tardi diventerà distinzione tra: a) pensiero come elaborazione incessante senza censura; b) psicoanalisi come sua applicazione nella cura.

Questo libro faceva seguito alla nascita della seconda Associazione psicoanalitica, dopo la Scuola Freudiana, denominata Il lavoro Psicoanalitico (1983-1994).

Tra i Seminari di questi anni: Anni di Antigone (1983), Il Seminario del «domino» (1985-86), Odium logicum (1986-87), Del giudizio (1987-88), Enciclopedia (1988-89).

La prima opera nella direzione di un'idea di Enciclopedia è stata Lexikon psicoanalitico e Enciclopedia (Sic Edizioni 1987).

Il pensiero giuridico incessantemente coltivato è proseguito con Leggi. Ambiti e ragione dell'inconscio (1989).

Lo stesso pensiero ha trovato ulteriore coltivazione in La questione laica. Ragione legislatrice freudiana e ordini civili (1991), in cui è stato riproposto e commentato l'apporto di Freud nel situare giuridicamente la psicoanalisi.

### Dal 1994 a oggi
Il pensiero di natura (1994), l'Idea di Università, e l'Associazione Studium Cartello

Appena preceduta da un Corso di psicopatologia (1991) è apparsa l'opera-cardine di G. B. Contri: Il pensiero di natura. Dalla psicoanalisi al pensiero giuridico (Sic Edizioni 1994, 1998, 2006 edizione accresciuta), in cui la «pulsione» freudiana è rielaborata come pensiero-legge universale di moto dei corpi, con incessante confronto antitetico con la legislazione universale kantiana. La sua formulazione è tale da rendere pensabile una rivoluzione della legge di moto, consistente nella sostituzione dell'oggetto (nella serie spinta-fonte-oggetto-meta, propria dell'elaborazione freudiana) con la materia prima. Anche un pensiero può essere materia prima. Nel lavoro su di essa può costituirsi la partnership di lavoro (rapporto) di due o più diversi soggetti, con scomparsa del «narcisismo» condizionato dall'oggetto.

Sulla base di tale libro veniva fondata la nuova Associazione Studium Cartello (1994-oggi): uno Studium, cosiddetto in memoria dello Studium di Bologna dell'XI secolo, inclusivo di Il Lavoro Psicoanalitico, ossia con la psicoanalisi in posizione di derivato di un pensiero che la precede e la include.

Tale Studium ambiva a tratteggiare un'Idea di Università (vedi oltre), ponendo i suoi Corsi annuali (tenuti con Altri) come tratteggio temporale dell'Idea:

Istituzioni del pensiero laico: l'esperienza giuridica, 1996-97; Università: che cosa posso sapere, 1997-98; "Scienza", o dei quattro legami sociali, 1998-99; Ricchezza e povertà: il legame sociale e il suo dissesto, 1999-2000; Io. Chi inizia: legge, angoscia, conflitto, giudizio, 2000-01; Commedie del pensiero, 2001-02; Enciclopedia del pensiero di natura, 2002-2003; Il Mondo come psicopatologia, 2003-2004; La logica e l'amore, 2004-2005; Dai vizi capitali ai vizi psicopatologici. Il vizio logico capitale, 2005-06; Il Tribunale Freud, 2006-07; Amore, imputabilità, tecnica (Il Tribunale Freud II), 2007-2008; La Difesa (Il Tribunale Freud III), 2008-09; L'albero e i frutti. La rettitudine economica (Il Tribunale Freud IV), 2009-10; La perversione al bivio (Il Tribunale Freud V), 2010-11; Il Regime dell'appuntamento. Quid jus? (Il Tribunale Freud VI), 2011-12.

Con il pamphlet Libertà di psicologia. Costituzione e incostituzionalità (1999) G. B. Contri tornava sul confronto tra regime del diritto e regime del comando, e conseguentemente sulla distinzione tra psicoanalisi e psicoterapia, con particolare attenzione alla Legge 56/89, nota anche come «Legge Ossicini». Nell'occasione egli ha promosso l'idea di costituire un Tribunale Freud (vedi oltre). Più recentemente, ha pubblicato il testo La Fuorilegge. La 56/89 o "Legge Ossicini". Il reato di leso diritto (Sic Edizioni on-line, gennaio 2011). Il lavoro di questi anni è documentato dalle migliaia di pagine online su diversi siti (vedi oltre).

Nel decennale della fondazione dello Studium Cartello, G. B. Contri ha redatto il testo Omaggio a Sigmund Freud, che ha costituito la relazione di apertura dei lavori dell'omonimo Convegno promosso dall'Associazione stessa e tenutosi a Vienna nello Studio di Freud in Berggasse 19, sabato 31 luglio 2004.
Dal 2006 pubblica il quotidiano online Think!

## La Società Amici del PensieroSigmund Freud(SAP)
È del 2010 la ricostituzione dello Studium Cartello] come «Società Amici del Pensiero Sigmund Freud» (SAP).

Ciò faceva seguito al nuovo libro Istituzioni del pensiero. Le due ragioni (con Altri, 2010): in esso Contri sostiene che una delle due Istituzioni è il pensiero stesso, esente da censura con omissioni razionalizzate da sistematizzazioni — la tecnica psicoanalitica è regola di non omissione e non sistematizzazione — o anche il pensiero come facoltà d'iniziativa e imputazione. L'altra Istituzione è invece il pensiero dominato dall'Oggetto, o Idea, sempre imperativo (qui Platone e Kant si congiungono), o anche quello che Contri ha chiamato il Cielo infernale del «Simbolico».

Una tale elaborazione ha trovato compimento nello Statuto di una «Società Amici del Pensiero» — il genitivo del è da prendere come soggettivo prima ancora che come oggettivo —, dedicata a Sigmund Freud come il primo Amico del pensiero.

Le poche decine di pagine del libro Società Amici del Pensiero (2011) sono lo Statuto che configura l'Ordinamento giuridico di una Società avente una Norma fondamentale così tripartita:

A. amicizia del pensiero, B. non indifferenza per il pensiero, C. non ostilità per il pensiero.

La Psicoanalisi vi figura in subordine come applicazione dell'amicizia del pensiero: Ordine senza omissione né sistematizzazione.

## In partibus christianorum
Proveniente da una solida formazione cattolica, a partire dall'incontro con J. Lacan (1968) G. B. Contri non ha più avuto appartenenze né militanze in alcuna compagine cattolica particolare. Ciò non ha impedito, al contrario, che egli abbia sempre tenuto a produrre anche in partibus christianorum, senza mai per questo lavorare su due tavoli, non avendo né una Weltanschauung psicoanalitica né una Weltanschauung cattolica. In ciò Contri ha fatto suo un preciso orientamento di Sigmund Freud, che rifiutava l'idea stessa di Weltanschauung, anzitutto per la psicoanalisi.

Nell'ordine: è stato redattore della Rivista Communio; autore di una rubrica sul settimanale Il Sabato da cui ha tratto il libro SanVoltaire (1994) come titolo della rubrica stessa; autore di una successiva rubrica, Enciclopedia, sul mensile Tracce. Dimissionato da questo, ha accettato per amor di continuità la proposta di un sito cattolico, Cultura Cattolica (http://www.culturacattolica.it), di tenere la nuova rubrica Catechismo dell'universo quotidiano (dal 2009 a oggi).

Egli non dimentica la sua collaborazione di vecchia data con l'Editrice Jaca Book che comunque, per volontà del suo valoroso Editore nonché amico personale Sante Bagnoli, non si è mai definita «Editrice cattolica» (non casuale è la lunga collaborazione di Jaca Book con le inizialmente cattoliche Éditions du Seuil).

Numerose le sue pagine su Il pensiero di Cristo trattato come pensatore in base ai noti quattro libriccini, e senza il presupposto della storicità del personaggio. In particolare ha tenuto a presentare la traduzione italiana del breve libro di Albert Schweitzer Diagnosi e valutazione psichiatrica di Gesù.

È stato indicato come membro di Comunione e Liberazione, il che non si è mai verificato.

Non per questo ha rinnegato la sua lunga frequentazione di e amicizia per Luigi Giussani, e l'indomani della sua morte ha scritto il saggio Luigi Giussani e il profitto di Cristo (2005).

Tra tante vicissitudini, polemiche e opposte sollecitazioni, ha maturato razionalmente la decisione di restare Socio di diritto della singolare Società detta «Chiesa cattolica» come realtà giuridica e non mistica.